# I’m Alright
I’m Alright – singel francuskiego piosenkarza Jean-Rocha. Utwór nagrany został z gościnnym udziałem Flo Ridy i Kat DeLuny. Twórcami tekstu piosenki są Jean-Roch Pedri, Flo Rida, X-Cell, Michael Zebi, Sinhedrin oraz John Mamann. Singel został wydany 16 maja 2011 roku przez wytwórnię John-Roch Records w formacie digital download. Utwór notowany był tylko we Francji, gdzie zadebiutował 16 lipca na pozycji 86, a po kilku tygodniach dotarł najwyżej do 33. miejsca.

## Lista utworów
- Digital download[2]

1. „I’m Alright” (feat. Flo Rida & Kat DeLuna) – 3:31

- Digital download – remixes[3]

1. „I’m Alright (Chuckie Remix)” – 7:08
2. „I’m Alright (Jim Leblanc Remix)” – 5:54
3. „I’m Alright (Twill Remix)” – 7:21
4. „I’m Alright (Maxime Torres vs Datamotion Remix)” – 6:18
5. „I’m Alright (A. Billard & Tidy Remix)” – 6:34

## Listy przebojów
| Lista (2011)   | Najwyższa pozycja |
| -------------- | ----------------- |
| Francja (SNEP) | 33                |